# Philodendron guianense
Philodendron guianense är en kallaväxtart som beskrevs av Thomas Bernard Croat och Michael Howard Grayum. Philodendron guianense ingår i släktet Philodendron och familjen kallaväxter. Inga underarter finns listade.